# American Top 40
American Top 40（アメリカン・トップ・フォーティー）とは、米プレミア・ネットワークス社（iHeart Media傘下）が制作しているアメリカ合衆国のラジオ番組である。愛称はAT40。

## 概要
音楽チャートを40位から1位まで週ごとに紹介するカウントダウン番組。
合間に"American TOP40 EXTRA"と題して、ランク外曲や過去にチャートインした楽曲もオンエアしている
アメリカではこの番組の影響もあって、チャート40位以内が、その楽曲が売れたか否かの境界線の一つにもなっている。
アメリカの音楽チャートであるビルボードを世界的に有名にした番組でもあるが、現在のAT40は、ビルボードではなくMediabase のトップ４０エアプレイチャートをベースに、番組を放送している局での放送回数を重みづけした独自のランキングを紹介している。
1970年に放送開始。現在はアメリカ国内だけでなく、日本を含む世界中で放送されている。
年末には2週にわたり、年間チャート特別番組を放送する。

## 歴史

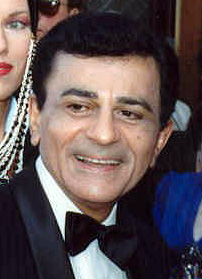
初代DJケイシー・ケイサム（1989年頃）

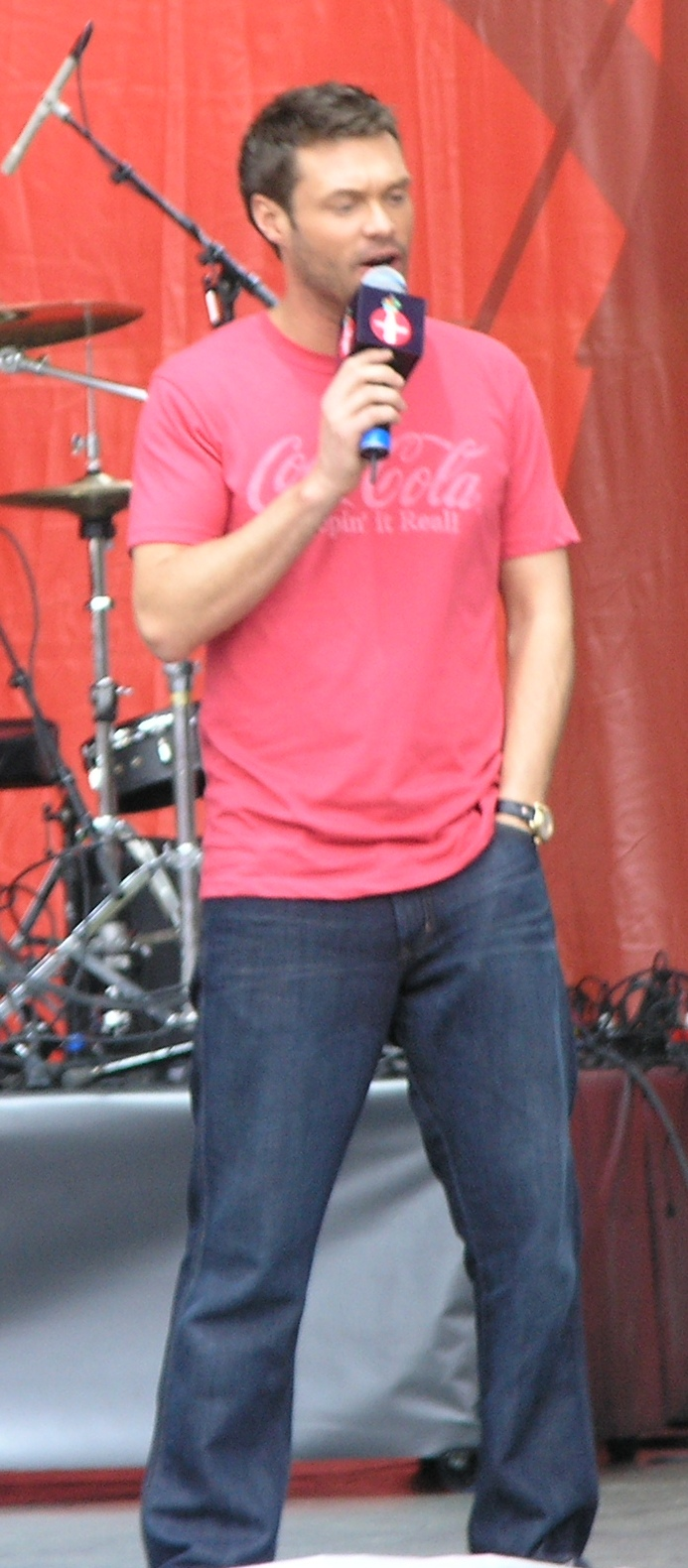
DJのライアン・シークレスト

- 1970年7月4日 - AT40、3時間番組として放送開始。初代DJはケイシー・ケイサム。
- 1978年 - AT40、1曲あたりの演奏時間が長くなる傾向が強まったとして、4時間番組に。人気コーナー「Long Distance Dedication」開始。
- 1988年
  - 8月6日 - 初代DJケイシー、当初番組を制作していたABC Radio Networkとの契約トラブルに伴い、AT40を降板。
  - 8月13日 - AT40、2代目DJのシャドー・スティーブンスに交代。
- 1989年
  - 1月21日 - ケイシー、自ら『Casey's Top 40（英語版）』という番組を立ち上げる。ちなみにチャートソースはライバルであるRadio & Records社のCHRチャート（当時）を使用。この時期、ケイシーからシャドーへのDJ交代を良く思わない放送局が多く、『Casey's』のスタートと同時に乗り換える放送局が相次いだ。
- 1991年12月 - AT40、チャートソースを「Billboard Hot 100」から「Billboard Radio Monitor」（現「Radio Songs」）に変更する。
Hot 100の集計方法がエアプレイ重視からセールス重視に転換され、ブラックミュージックが極端に強くなってしまったため。（ビルボード#集計方法の変更に伴うチャートへの影響を参照）しかし、Hot 100支持者からの反発や、エアプレイ主体のランキングとなったことで、前出の『Casey's〜』や『Rick Dees Weekly Top 40（英語版）』といったRadio & Records社のランキングを用いている番組とランキングに差異が見られなくなったことなどにより、番組全体のオリジナリティと信頼性を損なう結果となり、ケイシー降板以降続いていたネット局の減少傾向に拍車が掛かることとなる。
- 1993年1月 - AT40、再びチャートソースを「TOP 40 Mainstream Chart（現「Mainstream Top 40」）」に変更するものの、ネット局の減少に歯止めがかからず、1995年1月末をもって番組はいったん終了となる。シャドー時代最終回の1位は、ボーイズIIメンの「On Bended Knee」。なお、日本版の放送はこの一か月前の前年12月末をもって終了している（後述）。
- 1998年
  - 3月28日  - AT40、初代DJのケイシーにより復活。ただし、『Casey's』をそのままリニューアルする形をとったので、ビルボードのチャートではなく、Radio & Recordsのチャートを使用することとなり、結果『AT40』とビルボードの関係は切れる。
- 2000年10月 - AT40、チャートソースを「Mediabase 24/7 National Pop Chart」に変更。
- 2001年8月 - Radio & RecordsがMediabase 24/7 National Pop Chartと提携を結ぶ。AT40、チャートソースをラジオ&レコーズに戻す。
- 2004年1月 - AT40、ケイシーが再び降板（音楽シーンの変化と自らの高齢化に伴うとされている）。
- 2004年1月10日 - AT40、3代目（現在）DJのライアン・シークレストに交代。「Long Distance Dedication」は廃止される。初めて番組公式サイト（AT40.com）を開設。チャートは、Mediabase の全米エアプレイチャートをベースに、番組を放送している局でのエアプレイ回数を重みづけした独自チャートを使用している。ただし、長くチャートに滞っている曲を強制的にチャートから落とす、いわゆるリカレントルールは採用していない。年間チャート放送も以前は独自チャートだったが、2014年以降は Mediabase 公式年間チャートのトップ４０を放送している。
- 2006年 - AT40、公式サイトでトーク部分のポッドキャスティングを開始した。

## 歴代ディスクジョッキー
- ケイシー・ケイサム (Casey Kasem ) - 1970年〜1988年、1998年〜2003年
- シャドー・スティーブンス（英語版） (Shadoe Stevens ) - 1988年〜1995年
- ライアン・シークレスト (Ryan Seacrest ) - 2004年〜

## 関連番組
現在AT40には、いわゆるCHRステーション向けに放送する本来のバージョンとは別に、「Hot ACバージョン」というものが存在している。「アダルト・コンテンポラリー・ミュージック（AC）」と呼称される、比較的ソフトな大人向けの楽曲の中でもロック色の強い、「ホット・アダルト・コンテンポラリー」と呼ばれる楽曲のみを対象に放送する「Hot ACステーション」向けの内容となっている（公式サイトでは両方のチャートが紹介されている）。
2004年にライアン・シークレストに交代した後も、関連番組のAmerican Top 10(Hot ACのみ)、American Top 20(Soft ACのみ)はケイシー・ケーサムが長らくDJをつとめていたが、こちらも2009年7月5日をもって終了した。

## AT40を放送中の日本のラジオ局
- ラジオ日本（木曜 25:00〜26:00）

こちらは現在のAT40ではなく、ケイシーがDJだった頃の80年代に制作された番組を『全米トップ40 THE 80'S DELUXE EDITION』として放送。2010年10月2日より放送開始。
- AFN

2005年10月から放送していたが、InterFMが放送を開始したことにより、2008年4月からは『Rick Dees Weekly Top 40』を放送。InterFMでの放送が終了後も『Rick Dees Weekly Top 40』を放送していたが、2013年1月より放送再開。
現在のDJ　ライアン・シークレストが放送しているAT40は日本国内ではAFNエリア以外の地域において、アメリカやカナダ、オーストラリアなど海外の主要ラジオ局が行っているストリーミング放送を通しての聴取が可能な場合があるが、日本の放送局どころかアジア圏では唯一Heart FMがオンエアしている

### 現在放送している局
- Heart FM（日曜 13:00～16:30 再放送 24:00〜27:30）

『エネテク ホールディングス AMERICAN TOP 40』として2024年8月4日より放送開始。

### 最近まで放送していた局
- InterFM (土曜 0:00〜3:30)

本放送より1週間遅れで放送していた。2008年4月 - 2009年3月までは土曜 13:00〜16:00だったが、2009年4月4日放送分より変更。それに伴い、放送時間が3時間から3時間30分に拡大された。2009年6月末で放送を終了した。
- ZIP-FM (日曜 25:00〜28:00)

2004年4月から放送開始。月に1〜2回メンテナンスのため、かつての放送時間帯（下記参照）に変更されることがあり、安定していなかった。
2010年3月までは土曜 26:00〜29:00、それ以前は月曜 3:00〜6:00（日曜 27:00〜30:00）に放送していた。その際はメンテナンスが入ることがあり、火曜 3:00〜6:00（月曜 27:00〜30:00）に差し替え、もしくは休止。3時間に短縮して放送していた。2011年 以降、ZIP-FM 独自の編集（番組中のジングルなど）も行われていた。2011年9月25日放送をもって終了。

## 日本での放送の歴史

### ラジオ関東時代
1972年10月14日から1986年9月27日までラジオ関東（現ラジオ日本）で、『全米トップ40』というタイトルで放送（ラジオ関西でも遅れネット）。DJは音楽評論家の湯川れい子と同局アナウンサーの坂井隆夫。他にも現在ラジオ日本で「ミュージック・パーク」を担当している山本さゆりや、DJとなった矢口清治や、音楽評論家となった今泉圭姫子のデビューのきっかけはこの番組であった。
当時はアメリカからの放送の解説のほか、「Joke Box」（空耳アワーの先駆けとも言える企画）など日本独自のコーナーも放送され、人気を博した。ケーシーの名文句、"Join me next week our weekly countdown. 'til then, keep your feet on the ground and keep reaching for the stars." を、作詞家兼翻訳家でもあった湯川れい子は「来週まで地面にちゃんとあんよをつけて、星に手をさしのべて待っていてくださいね」と訳して番組の締めに使用していた。
最終的に後述するFM東京に番組放送権を奪われ、ラジオ日本での放送は終了に追い込まれた。

### FM東京時代
1986年10月5日からはFM東京（現：TOKYO FM）で放送開始。当初は日曜の19:00〜20:55に放送された。ローカルセールスの形態は取らず、資生堂など全国共通スポンサーが付いてのスタートだったが、各局の編成上の都合からJFN系列のフルネットではなく、ネット局は11局にとどまった。また、オリジナルの4時間を2時間に編集しての放送だった。
この時間帯での放送は6年あまり続いたが、スポンサーの降板に伴い1993年4月より時間帯を金曜の深夜1:00に移転。放送時間こそオリジナルと同じ4時間となったものの、ネット局は大幅に減り、広島FMなどネット局の一部は午前2時ないし3時から「飛び乗る」形で放送した。
また、この番組は系列外のAMラジオ局3局（ラジオ福島・山陽放送・南日本放送）でも放送されていた。これは当時のFM東京が、全国スポンサーのついた番組を民放FM局がない県域のAMラジオ局にもネットワークセールス枠の形でネットしていたことによるものである。
なお、TOKYO FMをキーステーションとした日本版の放送は、本国アメリカなどより1ヶ月ほど早く、1994年の12月最終週（1994年の年間TOP50の発表。12月30日深夜放送分）をもって終了している。

### FEN（現在のAFN）での放送
極東放送（現在の米軍放送）でオンエアされている。放送時間は概ね毎週土曜日の13時から16時（1978年以降は17時）で、原則ノーカット放送、定時前後に数分ステーションブレイク等が入るという編成であった。なお、このオンエアはラジオ関東放送分に配慮してか、ラジオ関東より2〜3週遅れでのオンエアであった。
ところが、ラジオ関東での放送が終了し、日本での放送権がFM東京に移ったのを機に、当時のFEN東京は当番組のネットを打ち切り、『Rick Dees Weekly Top40』の放送に切り替えた（中断期間はあったものの現在でも継続）。一方で、三沢や岩国、沖縄など、東京以外のFEN各局は、シャドー時代終了まで当番組のネットを継続。1995年の番組終了後、『Rick〜』のネットを開始した。
その後はライアン・シークレスト時代になって一時期ネットしていた期間もあったが、現在は前述の通り、AFN全局で『Rick〜』の放送となったものの、2025年1月からライアン・シークレストのAmerican Top 40を再び放送している

### 近年
その後、Fm yokohamaやα-Station、fm osaka、InterFM、ZIP-FMなどでローカル放送された時期があったものの、2011年9月25日にZIP-FMでの放送終了によって、日本国内のラジオ局で聴けるのはAFNのみとなった。米国などのラジオ局のストリームでは、聴くことができる。
1986年まで『全米トップ40』が放送されていたラジオ日本では2005年のナイターオフ（金曜19:30〜21:15）に『ダイ&チャッピーのワールドトップ40』として、19年振りに復活した。
AFNではKix BrooksがDJをつとめるカントリーのみのカウントダウン番組「American Country Countdown」（American Top 40と直接の関係は無い）を放送しており、AFNが所在する地域では比較的容易に聴取することができる。
2010年、ラジオ日本で番組が5年振りに復活。10月2日から、毎週土曜日 18:00からの3時間枠で、ケイシー・ケイサムがDJだった頃の80年代に制作されたものを『全米トップ40 THE 80'S』として原盤のまま放送。また、翌10月3日からは毎週 日曜日 22:00からの1時間枠で、『全米トップ40 THE 80'S DELUXE EDITION』（DJ：矢口清治）を放送。こちらはケーシーが放送したものに矢口による日本語解説を加えて放送。前者はぎふチャンへナイターオフ シーズンのみネットしていた。2011年4月より放送時間が24:00からに繰り下がった。現在は毎週 木曜日 25:00 - 26:00に放送している。
AFN以外の日本のラジオ局で現在のAT40が放送されることは長らくなかったが、2024年8月4日より、愛知県名古屋市のコミュニティ放送局であるHeart FMにて『エネテクホールディングス AMERICAN TOP 40』として毎週日曜日13:00より放送している、また この番組には、CHR(Contemporary Hit Radio) 版と Hot AC (Hot Adult Contemporary) 版が存在しているが、Heart FMで放送されているのはCHR版となる。

### 日本サイドで担当したDJ
- ラジオ関東
  - 湯川れい子
  - 坂井隆夫
  - 山本さゆり
  - 今泉恵子（現：今泉圭姫子）
  - 矢口清治
- FM東京
  - エイミー
  - みんしる
- その他
  - 池田なみ子 （Fm yokohama）
  - 小田靜枝 （Fm yokohama）
  - 三嶋真路 （fm osaka）